# 후쿠하라 아야카
후쿠하라 아야카(일본어: 福原綾香, 1989년12월 31일 ~ )는 일본의 여성 성우이다. 비무스 소속, 일본 나레이션 연기 연구소 출신. 가고시마현 출신.

## 내력
유년기에는 수의가 되고 싶었지만, <HUNTER×HUNTER R>의 시청을 기회로 성우를 목표로 하는 것을 결의했다. 그 때문에 중학생 때부터 성우의 통신 강좌로 트레이닝을 하고 있었다. 15세 때에는 방송부, 미술부, 합창부에 겸임으로 소속해, 그 후 관리 영양사의 자격을 취득하기 위해서 대학에 진학.
학생시절은 오름증 때문에, 합창부에 입부하거나 변론 대회에 참가하거나 문과적인 취향이 강했다.
오디션의 이야기를 최초로 들은 시점에서는 합격을 단념하고 있었지만, 합격하고 나서는 잘 수 없을 정도 초조했다고 한다. 오디션에서는 사카모토 마아야의 <홍차>를 노래해, 심사원의 눈에 띄었다.

## 인물
취미, 특기는, 홀로 애니메이션 명장면 콩트, 요리, 노래, 에어벌룬 아트. 잘 하는 요리는 딸기 파르페. 성격은 마이 페이스.
AKB48의 미네기시 미나미의 대팬으로, 안도 유코나 미즈키 나나의 악곡도 좋아한다. 또, 부친에게서는 "편한 길은 선택하지 마라."라는 명령을 받고 있다.

## 출연 작품
※ 굵은 글씨는 주연 및 주요 등장인물.

### 텔레비전 애니메이션
2013년
- 아라타 칸가타리 (히노하라잉)
- 로젠 메이든 (신 애니메이션) (여고생)
- 러브라보 (마키의 언니)
- 내가 인기 없는 건 아무리 생각해도 너희들 탓이야! (보험의)

2014년
- 대도서관의 양치기 (여자 학생 E, 위원장)
- 탐험 드리란드 1000년의 진보- (천상 여신 나샤)
- 인생 상담 TV 애니메이션 <인생> (쿠로카와 마리)

#### 2015년
- 아이돌마스터 신데렐라 걸즈 (시부야 린)
- 괴도 조커 (레이)

#### 2016년
- 신격의 바하무트 마나리아 마법학원 (그레아)
- 퀄리디아 코드 (린도 호타루)
- SUPER LOVERS (안자이 노조미)
- ViVid Strike! (라이라 카프리스)

### 게임
2012년
- 아이돌마스터 신데렐라 걸즈 (시부야 린)

2014년
- 안쥬 비에르쥬~ 제2 풍기 위원 걸즈 배틀~ (타입 MU-21 나나)
- 그랑블루 판타지 (시부야 린[6])
- 신격의 바하무트 (그레아[7])

 2017년  * 소녀전선 - RO635, G11

### CD

#### 드라마 CD
2012년
- ZONE-00 드라마 CD <극-III> (소녀 역)

2013년
- 아이돌마스터 신데렐라 걸즈 코믹 앤솔러지 (시부야 린)
  - cute VOL. 2 부속 큐트한 드라마 CD
  - cool VOL. 2 부속 쿨한 드라마 CD
  - passion VOL. 2 부속 패션인 드라마 CD
- 스타 마인 (호시노리이)※코믹스 4권드라마 CD 특장판[8]
- 성검과 마룡의 세계 (아리안 D. 하크아[9])

2014년
- THE IDOLM@STER CINDERELLA GIRLS 2ndLIVE PARTY M@GIC!! PARTY M@GIC SPECIAL 드라마 CD PARTY TIME은 끝나지 않는다 (시부야 린[10])
- 스타 마인 (호시노리이)※코믹스 5권드라마 CD 특장판[11]

#### 음악 CD
| 발매일   | 타이틀                                                                                    | 명의 | 악곡                                           | 정체                                                               |        |
| 2012년   | 2012년                                                                                    | 2012년 | 2012년                                         | 2012년                                                             | 2012년 |
| -------- | ----------------------------------------------------------------------------------------- | --- | ---------------------------------------------- | ------------------------------------------------------------------ | ------ |
| 4월 18일 | THE IDOLM@STER CINDERELLA MASTER 001 시부야 린                                            | 시부야 린 (후쿠하라 아야카) | <Never say never>                              | 게임 <아이돌마스터 신데렐라 걸즈>캐릭터 송                         |        |
| 2013년   |                                                                                           | |                                                |                                                                    |        |
| 4월 18일 | THE IDOLM@STER CINDERELLA MASTER 부탁해! 신데렐라                                         | THE IDOLM@STER CINDERELLA GIRLS (오오하시 아야카, 츠다 미와, 오츠보 유카, 후쿠하라 아야카, 아오키 유리자, 우치다 신예, 원사우리, 요시무라하루카, 야마모토 희망) | <부탁해! 신데렐라 (M@STER VERSION)>            | 게임 <아이돌마스터 신데렐라 걸즈>테마 송                           |        |
| 4월 18일 | THE IDOLM@STER CINDERELLA MASTER 부탁해! 신데렐라                                         | CINDERELLA GIRLS for Cool (후쿠하라 아야카, 아오키 유리자, 우치다 신예) | <부탁해! 신데렐라 (Cool VERSION)>              | 게임 <아이돌마스터 신데렐라 걸즈>테마 송                           |        |
| 8월 14일 | THE IDOLM@STER CINDERELLA MASTER 빛나는 세계의 마법                                       | 칸자키 란코 (우치다 신예), 아나스타시야 (우에사카 스미레) , 타카가키 카에데 (하야미 사오리), 코시미즈 사치코 (타케들채나), 시부야 린 (후쿠하라 아야카) | <빛나는 세계의 마법 (M@STER VERSION)>          | 게임 <아이돌마스터 신데렐라 걸즈>테마 송                           |        |
| 8월 14일 | THE IDOLM@STER CINDERELLA MASTER 빛나는 세계의 마법                                       | CINDERELLA GIRLS for NEW GENERATIONS! (오오하시 아야카, 후쿠하라 아야카, 하라사우리) | <빛나는 세계의 마법 (NEW GENERATIONS VERSION)> | 게임 <아이돌마스터 신데렐라 걸즈>테마 송                           |        |
| 9월 25일 | THE IDOLM@STER CINDERELLA MASTER cool jewelries! 001                                      | 시부야 린 (후쿠하라 아야카), 타카가키 카에데 (하야미 사오리), 칸자키 란코 (우치다 신 히로시), 타다 리이나 (청목 유리자), 닛타 미나미 (스자키능) | <Nation Blue>br /<나아가☆소녀~jewel parade~>   | 게임 <아이돌마스터 신데렐라 걸즈>캐릭터 송                         |        |
| 9월 25일 | THE IDOLM@STER CINDERELLA MASTER cool jewelries! 001                                      | 시부야 린 (후쿠하라 아야카) | <창공 >                                        | 게임 <아이돌마스터 신데렐라 걸즈>캐릭터 송                         |        |
| 2014년   |                                                                                           | |                                                |                                                                    |        |
| 2월 5일  | IDOL POWER RAINBOW                                                                        | 아마미 하루카 (나카무라회수양 자식), 키사라기 치하야 (이마이 마미) , 호시이 미키 (하세가와 아키코) , 시마무라 우즈키 (오오하시 아야카), 시부야 린 (후쿠하라 아야카), 혼다 미오 (원사우 사토), 카스가 미라이 (야마자키하루카), 모시가미 시즈카 (타도코로 가래나무) , 이부키 츠바사 (Machico) from THE IDOLM@STER M@STERS OF IDOL WORLD!! 2014 | <IDOL POWER RAINBOW>                           | 라이브 이벤트 <THE IDOLM@STER M@STERS OF IDOL WORLD!! 2014>테마 송 |        |
| 4월 5일  | THE IDOLM@STER CINDERELLA GIRLS 1st LIVE WONDERFUL M@GIC!! "부탁해! 신데렐라" 솔로 리믹스 | 시부야 린 (후쿠하라 아야카) | <부탁해! 신데렐라 (M@STER VERSION)>            | 게임 <아이돌마스터 신데렐라 걸즈>캐릭터 송                         |        |
| 7월 30일 | THE IDOLM@STER CINDERELLA MASTER We're the friends!                                       | THE IDOLM@STER CINDERELLA GIRLS!! [시부야 린 (후쿠하라 아야카) /사기사와 후미카 (M·A·O) /타카가키 카에데 (하야미 사오리) /아베 나나 (미야케삼리에) /오가타 치에리 (넓은 하늘 나오미) /시마무라 우즈키 (오오하시 아야카) /혼다 미오 (원사우리) /히메카와 유키 (두야마 와) /타카모리 아이코 (카네코유희)]                                      | <We're the friends!>                           | 게임 <아이돌마스터 신데렐라 걸즈>캐릭터 송                         |        |
| 7월 30일 | THE IDOLM@STER CINDERELLA MASTER We're the friends!                                       | THE IDOLM@STER CINDERELLA GIRLS for BEST5! [시부야 린 (후쿠하라 아야카) /아베 나나 (미야케삼리에) /오가타 치에리 (넓은 하늘 나오미) /시마무라 우즈키 (오오하시 아야카) /혼다 미오 (원사우리)] | <메세지>                                       | 게임 <아이돌마스터 신데렐라 걸즈>캐릭터 송                         |        |

### 라디오
- 데레라지 (니코니코 동영상 <히비키-HiBiKi-채널>: 2012년 9월 5일- )[12]

#### 라디오 드라마
2013년
- VOMIC 암살 교실 (카타오카 메그)

### 실사

#### 이벤트
- 아이돌마스터 샤이니 페스타+신데렐라 걸즈 스페셜 파티 in신쥬쿠 BLAZE (2012년 12월 28일, 신쥬쿠 BLAZE[13])
- <아이돌마스터 신데렐라 걸즈 <데레라지>>스페셜 스테이지 (2013년 2월 10일, 마쿠하리 멧세[14][주 2])
- <아이돌마스터 신데렐라 걸즈 <데레라지>>스페셜 스테이지 (2013년 7월 28일, 마쿠하리 멧세)
- 아이돌마스터 신데렐라 걸즈 2주년 기념 이벤트 (2013년 11월 28일[15])

#### DVD
2012년
- 라디오 아이돌마스터 신데렐라 걸즈 <데레라지>DVD Vol.1

2013년
- HiBiKi Radio Station×THE IDOLM@STER봄의 P축제
- 라디오 아이돌마스터 신데렐라 걸즈 <데레라지>DVD
- * Vol.2
- * Vol.3

2014년
- THE IDOLM@STER 8th ANNIVERSARY HOP! STEP!! FESTIV@L!!!
- 라디오 아이돌마스터 신데렐라 걸즈 <데레라지>DVD
- * Vol.4
- * Vol.5

### 내용주
1. ↑  전달 한정 싱글.
2. ↑  <원더 페스티벌 2013[동]>내에서 개최되는 <WONDERFUL HOBBY LIFE FOR YOU!! 17>부스에서.